# ستيف جارات
ستيف جارات هو صحفي ومحرر مجلات متخصص في ألعاب الفيديو منذ فترة طويلة. أطلق عددًا كبيرًا من المجلات لفيوتشر بابليشينغ، وما زال الكثير منها يُنشر.

## المجلات التي عمل بها
- Zzap!64: مراجع ومحرر مساعد (مارس 1987-مايو 1988)[1]
- CRASH: محرر (أبريل-يوليو 1988)[2]
- CU Amiga: مراجع (أواخر عام 1988 تقريبًا)
- Amiga Format: كاتب ومراجع (أغسطس 1989-؟) محرر (يونيو 1994-يناير 1995)[3]
- S: The Sega Magazine: محرر الإطلاق[4] (ديسمبر 1989-؟)
- Commodore Format: محرر الإطلاق[4] (أكتوبر 199-أوائل 1992)
- توتال!: محرر الإطلاق[4] (يناير 1992-أواخر 1993)
- إدج:[5] محرر الإطلاق (1993–؟ )
- مجلة بلاي ستيشن الرسمية البريطانية[5]
- تي3:[5] محرر الإطلاق (1997–؟ )
- مجلة لابتوب: محرر الإطلاق (سبتمبر - نوفمبر(؟) 2003)
- 3دي ورلد[6]
- مجلة نينتندو الرسمية : محرر أول للمجموعة[7] (12 فبراير 2006-؟ )
- ويندوز فيستا: المجلة الرسمية : رئيس التحرير (2007)

بصفته محررًا رئيسيًا للمجموعة في فيوتشر بابليشينغ، أشرف على العناوين الحالية مثل إس إف إكس وبراكتيكال كلاسيكس و3دي ورلد ومجلة إكس بوكس الرسمية. حصل على جائزة أسطورة غيمز ميديا في حفل توزيع جوائز غيمز ميديا لعام 2008 لكنه ترك فيوتشر بابليشينغ في 2011. ذهب للعمل لدى ناشر رقمي صغير في بريستول.